# Street Survivors
Street Survivors es el quinto álbum de estudio de la banda estadounidense Lynyrd Skynyrd, lanzado el 17 de octubre de 1977. Es el último álbum de Skynyrd grabado por los miembros originales Ronnie Van Zant y Allen Collins, y es el único álbum en el que participó el guitarrista Steve Gaines. 
Tres días después del lanzamiento del disco, un accidente aéreo se quedó con la vida de Van Zant, Gaines, la hermana de Gaines (Cassie), además del piloto, copiloto y mánager. El disco escaló en las listas, llegando al #5, al igual que los sencillos "What's Your Name" y "That Smell".

## Lista de canciones

### Cara A
1. "What's Your Name" (Gary Rossington, Ronnie Van Zant) – 3:30
2. "That Smell" (Allen Collins, Van Zant) – 5:47
3. "One More Time" (Rossington, Van Zant) – 5:03
4. "I Know a Little" (Steve Gaines) – 3:26

### Cara B
1. "You Got That Right" (Gaines, Van Zant) – 3:44
2. "I Never Dreamed" (Gaines, Van Zant) – 5:21
3. "Honky Tonk Night Time Man" (Merle Haggard) – 3:59
4. "Ain't No Good Life" (Gaines) – 4:36

### Edición del aniversario 30
1. "What's Your Name" (Original) (Rossington, Van Zant) – 3:33
2. "That Smell" (Original) (Collins, Van Zant) – 5:29
3. "You Got That Right" (Original) (Gaines, Van Zant) – 3:19
4. "I Never Dreamed (Original) (Gaines, Van Zant) – 5:22
5. "Georgia Peaches" (Gaines, Van Zant) – 3:14
6. "Sweet Little Missy" (Original) (Rossington, Van Zant) – 5:16
7. "Sweet Little Missy" (Rossington, Van Zant) – 5:11
8. "Ain't No Good Life" (Original) (Gaines) – 5:02
9. "That Smell" (Original) (Collins, Van Zant) – 7:30
10. "Jacksonville Kid" (Haggard, Van Zant) – 4:09
11. "You Got That Right" (Vivo) (Gaines, Van Zant) – 4:41
12. "That Smell" (Vivo) (Collins, Van Zant) – 6:05
13. "Ain't No Good Life" (Vivo) (Gaines) – 5:01
14. "What's Your Name" (Vivo) (Rossington, Van Zant) – 3:28
15. "Gimme Three Steps" (Vivo) (Collins, Van Zant) – 5:09

## Personal
- Ronnie Van Zant – voz
- Steve Gaines – guitarra
- Allen Collins – guitarra
- Gary Rossington – guitarra
- Billy Powell – teclados
- Leon Wilkeson – bajo
- Artimus Pyle – batería